# Известняк
Известня́к (Известковый камень) — осадочная, обломочная горная порода биогенного, реже хемогенного происхождения, состоящая преимущественно из карбоната кальция (CaCO3) в виде кристаллов кальцита различного размера.
Известняк, состоящий преимущественно из ископаемых раковин морских животных и их обломков, называется ракушечник (Котелец). Кроме того, бывают нуммулитовые, мшанковые и мраморовидные известняки. Текстуры как правило массивные, массивнослоистые и тонкослоистые. При метаморфизме известняк перекристаллизуется и образует мрамор.
Входящий в состав известняка карбонат кальция способен медленно растворяться в воде, а также разлагаться на углекислый газ и соответствующий основный оксид (CaO). Первый процесс — важнейший фактор образования карста, а второй, происходящий на больших глубинах под действием глубинного тепла Земли, даёт источник газа для минеральных вод.

## Описание
Осадочная горная порода содержащая известь.
Основные модификации:
- мел
- мрамор
- кальцит
- арагонит
- фатерит

В стратиграфии используют термин раковинный известняк (Muschelkalk).

## Месторождения
Известняк — широко распространённая осадочная порода, образующаяся при участии живых организмов в морских бассейнах. Это мономинеральная порода, состоящая из кальцита с разными примесями. Название разновидности известняка отражает присутствие в нём остатков породообразующих организмов, район распространения, структуру (например, оолитовые известняки), примесей (железистые), характер залегания (плитняковые), геологический возраст (триасовые).
Из известняков сложены целые горные цепи в Альпах, в Крыму (например, Инкерманский карьер пильных известняков рядом с Севастополем), также широко распространён и в других местах. У известняка нет блеска, он обычно светло-серого цвета, но может быть белым или тёмным, почти чёрным; голубоватым, желтоватым или розовым, в зависимости от состава примесей. В известняке встречаются останки древних животных.
В России известняки обычны в центральных районах европейской части, а также распространены на Кавказе, Урале и в Сибири.
Широко известны месторождения Русской платформы, известняки которых традиционно использовались для строительства и наружной отделки зданий. Сегодня же сырьевая база этих известняков, в том числе белых известняков мячковского горизонта, весьма ограничена.
Одним из самых перспективных месторождений известняка считается открытое в 2015 году Ждановское месторождение (Оренбургская область), где в настоящее время[когда?] идёт промышленная добыча известняка «Сармат». Месторождение поставляет известняк с высокими качественными показателями, имеет крупные запасы и неглубокое залегание пластов.

## Применение
Известняк широко применяется в качестве строительного материала, мелкозернистые разновидности используют для создания скульптур.
Обжиг известняка даёт негашёную известь — древний вяжущий материал, до сего времени применяемый в строительстве. Одним из основных строительных материалов, получаемых из известняка, является известняковый щебень, который широко используется в дорожном строительстве и в производстве бетона. В металлургии известняк используется как флюс. Известняк используется в химической и пищевой промышленности: в производстве соды, минеральных удобрений, стекла, сахара, бумаги.
Также известняк является одним из основных компонентов при производстве цемента.
Огромные залежи известняка могут приобретать особую эстетику, и привлекать туристов. Так например, в Адыгее есть «Лунное озеро» (иногда его называют Тихим) — в каньоне известняковых скал, где шла их добыча, и была прекращена только из-за Венериного башмачка, занесённого в красную книгу.
На Алтае в Кош Агачском районе на границе с Монголией известняковые наслоения древних моллюсков юрского периода сегодня известны как знаменитый туристический объект Луна. (Рядом находится Марс, более популярный у туристов, но там отложения носят красный и желтый характер).

### Ракушечник
Ракушечник (ракушняк, ракушка) — строительный материал природного происхождения, известный с древних времён и популярный в южных регионах России, а также прибрежных районах Украины и Казахстана.
Ракушечник применяется:
- в жилищном строительстве: кладка наружных стен и возведение внутренних перегородок;
- на хозяйственных объектах: сооружение подвалов, гаражей, ограждений и так далее;
- в оформлении ландшафта: подпорные стенки, фонтаны, гроты;
- при облицовочных работах: в виде плитки с обязательной предварительной её гидрофобизацией и полировкой.